# Бой в устье Невы
Бой в устье Невы — морской бой, произошедший 7 (18) мая 1703 года в устье реки Невы между тремя десятками лодок с солдатами Преображенского и Семёновского лейб-гвардейских полков под командованием Петра Первого и А. Д. Меншикова и двумя кораблями «Гедан» и «Астрильд» шведского флота, пришедшими в составе эскадры на помощь крепости Ниеншанц.
В ходе непродолжительного боя оба шведских корабля были взяты на абордаж. Условно бой можно назвать первым морским сражением русского флота. Дата 18 мая (7 мая по старому стилю) считается датой рождения Балтийского флота.

## Перед боем
1 мая 1703 года Пётр I жестокой бомбардировкой заставил сдаться шведскую крепость Ниеншанц в устье Охты при её впадении в Неву, на месте нынешнего Санкт-Петербурга. А уже вечером 2 мая невдалеке от устья Невы появляется эскадра из девяти шведских судов под командованием адмирала Нумерса, направленная на помощь осаждённой крепости. Эскадру замечает засада под командованием сержанта Михаила Щепотьева, оставленная Петром на острове Витсасаари (Гутуевский остров), о чём немедленно и доносит царю.
Шведы, не зная, сдалась крепость или нет, подали условный сигнал — два пушечных выстрела. Борис Петрович Шереметев распорядился ответить двумя выстрелами крепостной артиллерии, что и повторял потом ежедневно утром и вечером. Пароль угадали верно, шведы его приняли и, задержанные встречным ветром, встали на якоря, спустив шлюпку, которая должна была привезти на борт лоцмана. Засада с Гутуевского острова атаковала высадившихся со шлюпки, но преждевременно — удалось захватить лишь одного матроса. Сама шлюпка поспешно вернулась к эскадре.
Шведов не смутило присутствие на Гутуевском острове небольшого отряда русских бойцов. Ниеншанц исправно утром и вечером подавал опробованные условные пушечные сигналы, что убеждало шведских моряков в полном благополучии дела.
6 мая от эскадры отделились высланные на разведку десятипушечный бот «Гедан» («Щука») и восьмипушечная шнява «Астрильд» («Звезда»). Однако они не успели до наступления темноты войти в Неву и встали на якорь в ожидании рассвета. Об этом тотчас дают знать Петру в Ниеншанц.

## Бой

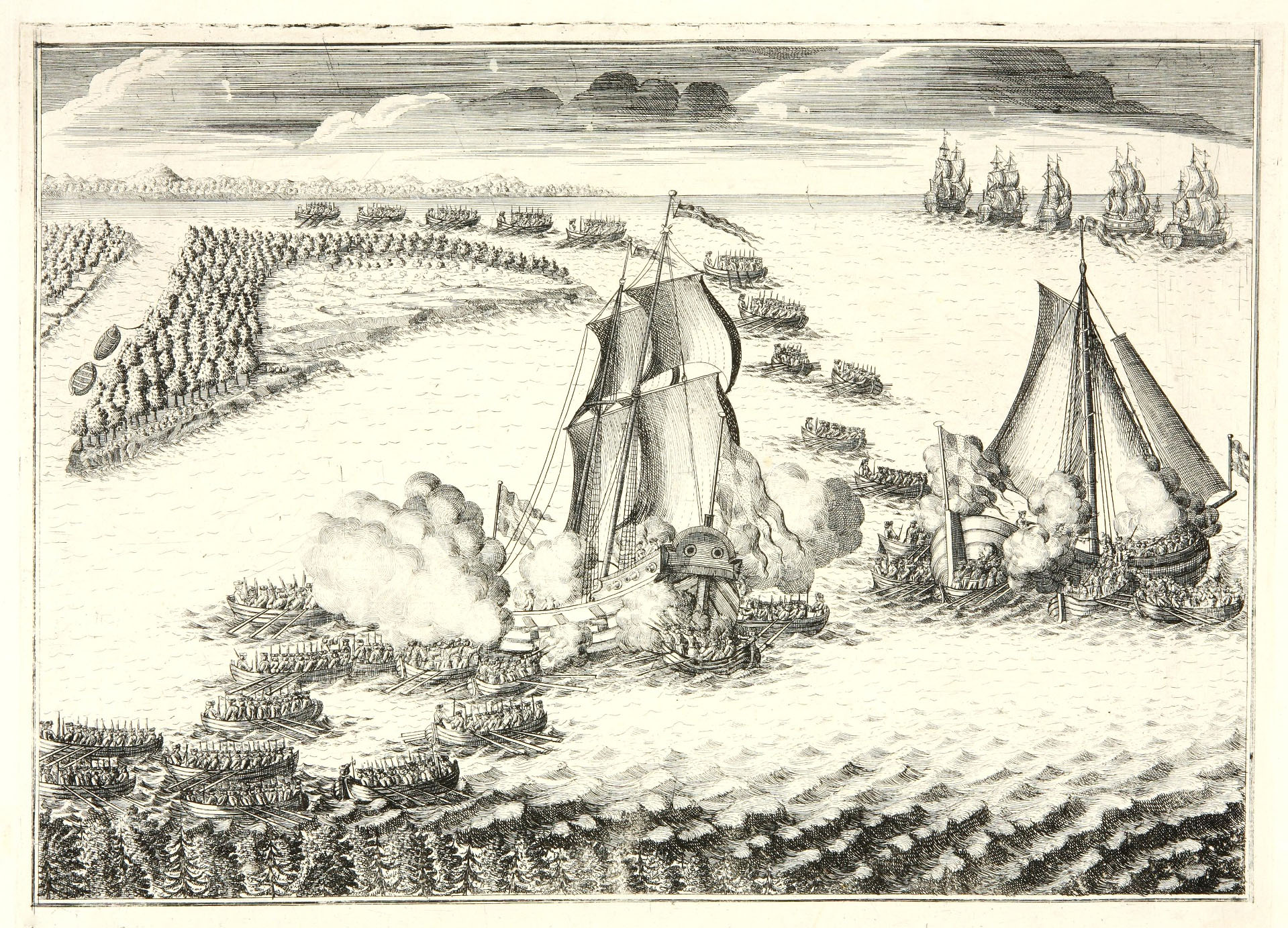
Адриан Шхонебек. Взятие шведских судов «Астрильд» и «Гедан» на невском взморье в ночь с 6 на 7 мая 1703 г.

Пётр с Меншиковым (ибо «понеже иных, на море знающих, никого не было») с тридцатью лодками спустились ночью навстречу неприятелю. Часть лодок под командованием поручика Меншикова остались возле устья реки Фонтанки, скрывшись за островом Ламмасари (Овечий), вторая половина во главе с бомбардир-капитаном Петром Михайловым (Пётр I) спустилась к Калинкиной деревне (Кальюлы) к морю. На рассвете эта группа тихою греблею вдоль Васильевского острова на фоне леса обошла шведов и зашла на них со стороны моря. Под утро потемнел горизонт и пошёл проливной дождь, что сыграло на руку атакующим. Группа Меншикова вышла с верховьев Фонтанки и атаковала шведов.
Шведы, ещё ночью заметив обходящие их лодки, сыграли тревогу и подняли паруса, намереваясь присоединиться к эскадре. Однако сильный встречный ветер и узости протоки им в этом препятствовали. Шведская эскадра также подняла паруса, пытаясь прийти на помощь попавшим в ловушку товарищам, однако войти в Неву не решилась.
Шведские корабли открыли сильный заградительный артиллерийский огонь. Несмотря на это, а также полное отсутствие своей артиллерии, русские лодки бросились в атаку на шведские суда. Миновав зону обстрела корабельных пушек, лодки достигли бортов кораблей, и начался жестокий абордажный бой. При помощи только мушкетной стрельбы и гранат русские солдаты взяли оба шведских судна на абордаж. Свершилось небывалое — с лодок, не имевших артиллерийского вооружения, были захвачены в абордажном бою два военных корабля, оснащённых восемнадцатью пушками. Царь, «не щадя своей монаршей милости», одним из первых влетел на палубу «Астрели» с топором и гранатой в руках.
Жесткий характер битвы подтверждает сам Пётр в письме Фёдору Матвеевичу Апраксину:
Понеже неприятели пардон зело поздно закричали, того для солдат унять трудно было, которые, ворвався, едва не всех покололи, только осталось 13 живых. Смею и то писать, что истинно с 8 лодок только в самом деле было. И сею, никогда бываемою викториею вашу милость поздравляю.

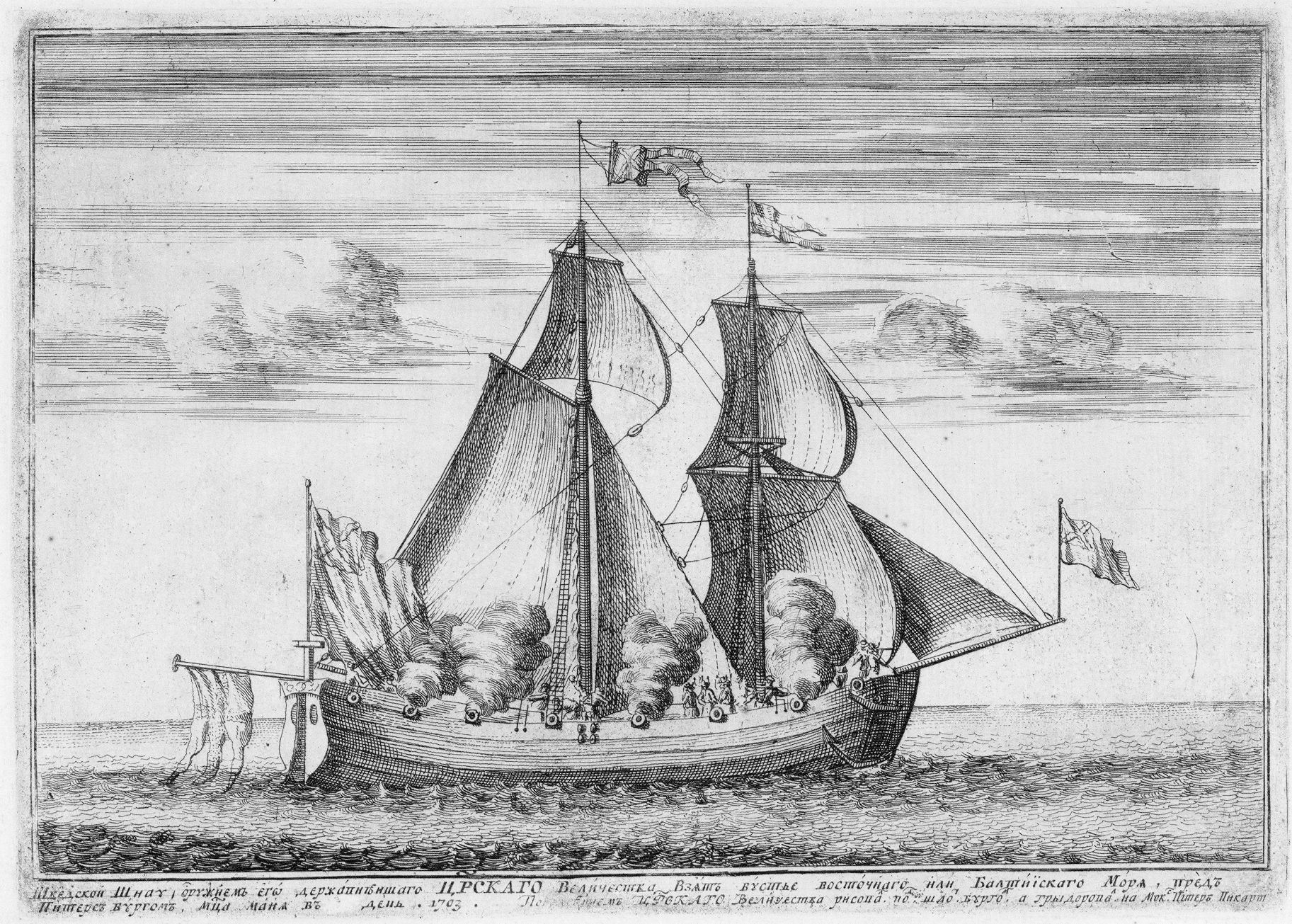
Питер Пикарт. Шнява «Астрильд»

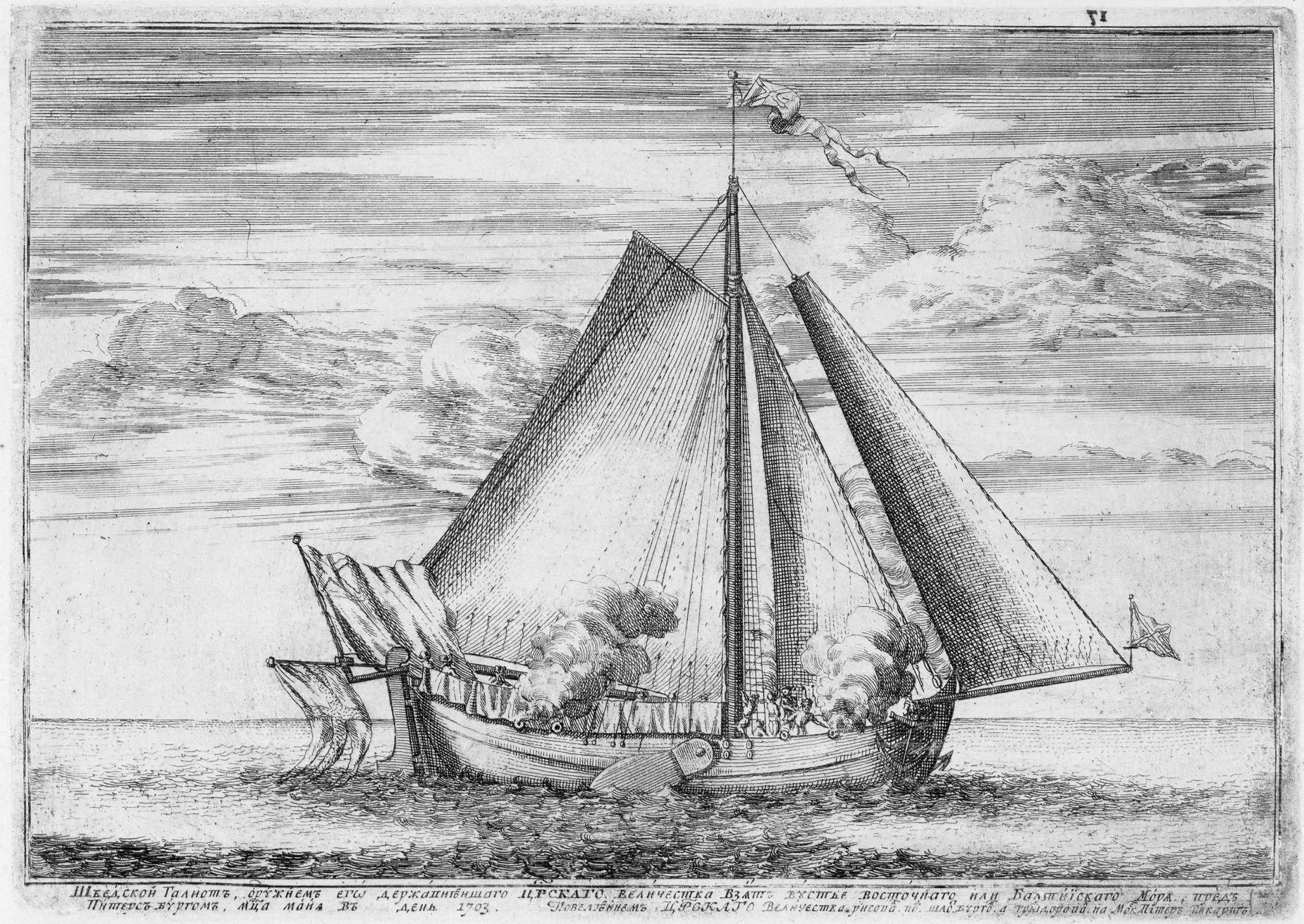
Питер Пикарт. Бот «Гедан»

Взяв вражеские корабли в качестве трофея, русские воины привели их в полдень следующего дня (8 мая) к стенам крепости, получившей название Шлотбург. Обескураженный потерей двух кораблей, адмирал Нумерс увёл эскадру в море, но продолжал оставаться всё лето у устья Невы.
Сами же захваченные в бою корабли были тяжело повреждены. Несмотря на то, что оба они стали ядром зарождающегося флота, активно в русском флоте им служить не пришлось.

## Память
30 мая царь отпраздновал первую морскую победу троекратным залпом из пушек и ружей. Пётр I и Меншиков были награждены военным советом орденами Святого Андрея Первозванного (номера 6 и 7 соответственно). Награждение проходило 10 мая в походной церкви. Вручал ордена первый кавалер этого ордена генерал-адмирал Головин после торжественного молебна в крепости Шлотбург. На эту награду Пётр в письме графу Апраксину отреагировал так:
«Хотя и недостойны, однако ж от господина фельдмаршала и адмирала мы с господином поручиком учинены кавалерами Св. Андрея».

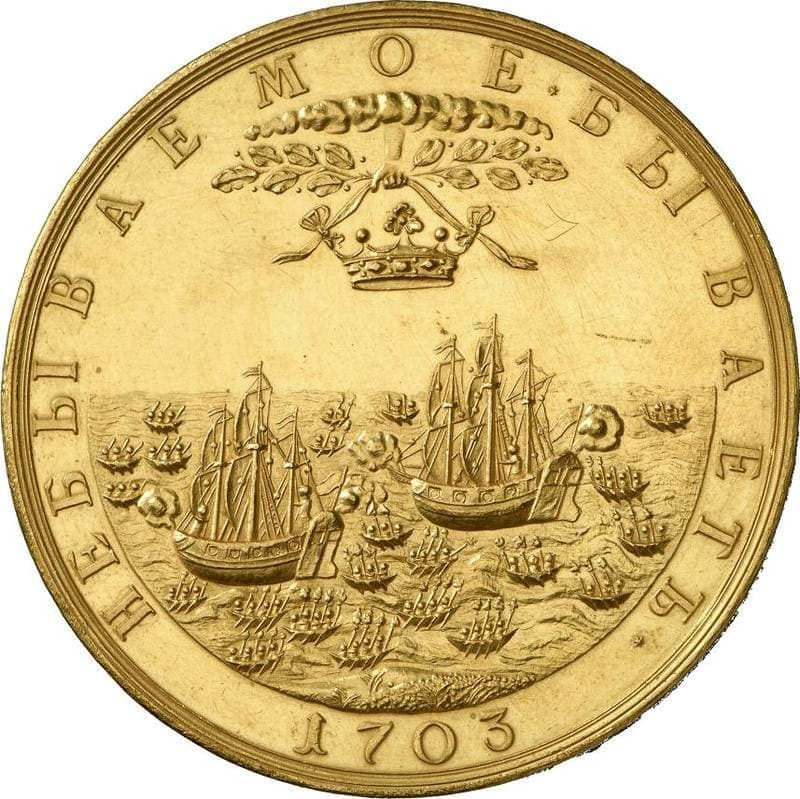
Медаль На взятие двух шведских кораблей, 6 мая 1703 г., реверс

Все офицеры, участвовавшие в бою, были награждены золотыми медалями с цепями, а солдаты — серебряными медалями без цепей. На одной стороне медали находился барельефный портрет Петра I, а на другой — фрагмент боя и надпись: «Небываемое бывает. 1703». По правительственному заказу были изготовлены гравюры с изображением взятых судов и видом боя.
Приказом Главнокомандующего ВМФ России от 19 декабря 1995 года день 18 мая объявлен днём создания Балтийского флота и с 1996 года ежегодно отмечается как День Балтийского флота.
В Санкт-Петербурге в парке Екатерингоф на берегу реки Екатерингофка (предполагаемое место боя) размещён памятный знак. 

## Бой в художественной литературе
- Роман И. И. Лажечникова «Последний Новик» (1831—1833)
- Рассказ З. Н. Перля «Небывалое бывает»[4]
- Рассказ Сергея Алексеева «Небывалое бывает»